# Tu-98 (航空機)

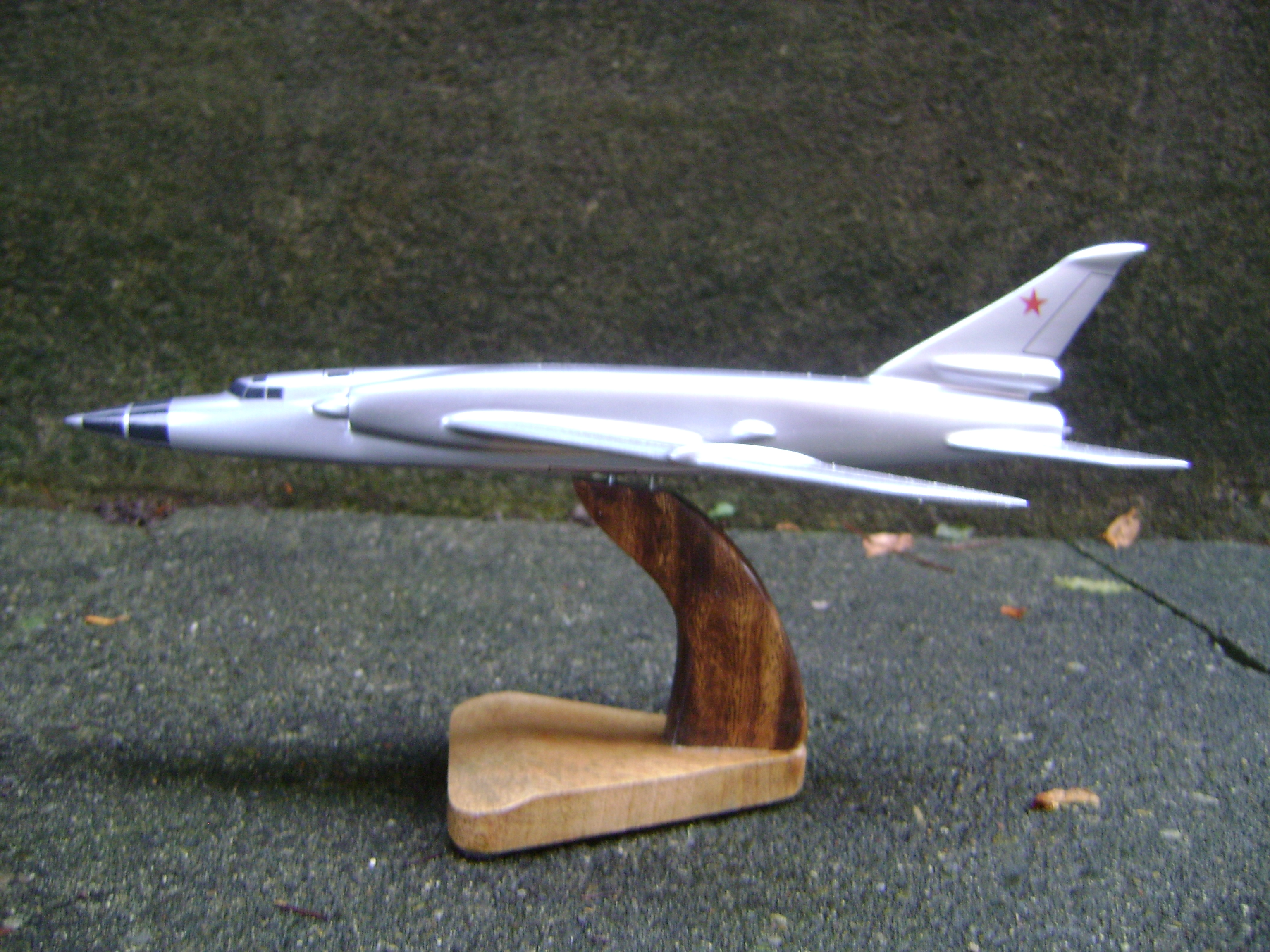
Modell Tupolev Tu-98

Tu-98(ツポレフ98；ロシア語:Ту-98)は、ソ連時代にツポレフ設計局によって試作された戦略爆撃機である。NATOコードネームはバックフィン(Backfin)。ツポレフが手がけた初めての超音速機で、このTu-98で得られたデータが後のTu-22やTu-128に活かされた。1952年から開発が開始され、初飛行は1955年。実戦配備はされず、生産数はわずかに2機だった。

## 概要
Tu-98は当時就役していたTu-16ジェット爆撃機を置き換える機体を制作するため試験機であった。当時世界最強クラスの性能を誇ったリューリカ製のアフターバーナー付きAL-7ターボジェットエンジンを2基搭載、超音速飛行が可能、また3tまでの熱核爆弾が搭載可能であったとされる。製作された2機のうち、1機が飛行テストに供され、さまざまなデータの収集が行われた。超音速で飛行する航空機の飛行特性などがまだよく分かっていなかった当時、この機体がもたらしたデータが極めて有用なものであったことは想像に難くない。しかし、飛行テスト用の機体は着陸時の事故によって失われてしまった。

## 西側からの評価
Tu-98は航空ショーに参加したことがある。1956年にモスクワ郊外の基地で行われた航空ショーで、西側関係者の前にお披露目された。その他の試作戦闘機2機を伴って、会場の上空をフライパスしたTu-98だったが、西側の関係者はこれを「ソ連の新型爆撃機」であると誤認した。その後、Tu-98は事故で失われたが、西側では「謎の爆撃機」として引き続き認識されており、「ヤコブレフ設計局が開発したYak-42という機体ではないか」「月産15機の量産体制が敷かれているらしい」などの話がまことしやかに噂された。Tu-98のデータを応用しており、形状が似ているTu-22などが試験に供されていることも手伝い、謎の爆撃機はますます信憑性を強めてしまったという。Tu-98が試験機で、実戦配備されていないことが西側に知られたのは1960年になってからだった。

## スペック
- 全長：32.06m
- 全幅：17.27m
- 全高：8.06m
- 最大離陸重量：39,000kg
- 最大速度：1,365km/h
- 乗員：3名